# Força Expedicionária Brasileira
(Detto brasiliano.)
La Força Expedicionária Brasileira (in italiano "Forza di Spedizione Brasiliana"), conosciuta anche con l'acronimo FEB, è stata la sola forza militare brasiliana impiegata durante la seconda guerra mondiale. Contava più di 25.000 uomini, che combatterono a fianco degli Alleati durante la campagna d'Italia.
Costituita dalla 1ª Divisione di Fanteria brasiliana, dalla 1ª Forza Aerea brasiliana (FAB) e da altre unità di supporto dell'esercito brasiliano, la FEB adottò il motto e il conseguente logo "Il serpente sta fumando", alludendo a un popolare detto ironico brasiliano.

## Il Brasile entra in guerra

### Dalla neutralità alla belligeranza
Nel 1939, all'inizio della seconda guerra mondiale, il Brasile scelse di rimanere neutrale, coerentemente alla politica del presidente Getúlio Vargas di non allinearsi a nessuna delle grandi potenze, cercando di non compromettere gli interessi brasiliani con nessuno schieramento. La scelta venne motivata anche dal timore di Vargas nei confronti dei fascisti, già fautori di disordini all'interno del paese negli anni precedenti.
Questo "pragmatismo" fu interrotto all'inizio del 1942, dopo un accordo diplomatico chiamato "Accordi di Washington", stipulato tra il governo brasiliano e quello americano, in cui il Brasile avrebbe autorizzato l'installazione di una base per rifornire le risorse militari alleate nell'arcipelago nordorientale di Fernando de Noronha, in cambio della costruzione della "Companhia Siderúrgica Nacional", la più grande impresa siderurgica dell'America Latina che avrebbe fornito acciaio agli Alleati e, in pace, aiutato lo sviluppo del Brasile. I fondi nordamericani sono arrivati attraverso la Export-Import Bank degli Stati Uniti (EXIMBANK), poiché il settore privato di quel paese non era interessato.
Come conseguenza cominciarono sistematici siluramenti di navi mercantili brasiliane da parte di sommergibili italo-tedeschi; ciò rientrava nel tentativo dell'Asse di isolare il Regno Unito, impedendogli di ricevere dal continente americano forniture vitali (attrezzature, armi e materie prime) per sostenere l'impegno in guerra contro i tedeschi.
Gli attacchi avevano anche l'obiettivo di intimidire il governo brasiliano, in modo che si mantenesse neutrale; inoltre gli agenti infiltrati nel Paese e i simpatizzanti fascisti brasiliani, una vera e propria quinta colonna, diffusero la voce che gli affondamenti fossero opera degli anglo-americani, interessati all'ingresso del Brasile nel conflitto al loro fianco. L'opinione pubblica brasiliana, colpita dalle morti dei civili e dai proclami provocatori e arroganti trasmessi dalla radio di Berlino, cominciò a richiedere che il Brasile dichiarasse guerra ai paesi dell'Asse. Infine, il 22 agosto dello stesso anno il Brasile dichiarò guerra alla Germania nazista e all'Italia fascista.

### Costituzione e partenza della FEB
Venne costituita in fretta a Rio de Janeiro la Forza di Spedizione Brasiliana, dove vennero inquadrati soldati appena reclutati e ufficiali riservisti oppure da poco formati (oltre che molto personale di supporto). Vennero richiamati ben 107.000 uomini, ma molti dovettero essere scartati per mancanze fisiche; inoltre i brasiliani non erano preparati alla crudezza della guerra europea, tanto che nel corso del conflitto in seno alla FEB ci furono ben 433 casi di esaurimento nervoso.
Solo agli inizi del 1944, dopo quasi due anni dall'entrata in guerra del Brasile, la FEB era pronta per prendere parte al conflitto. Il 31 marzo la Forza di Spedizione Brasiliana sfilò in parata per le strade di Rio de Janeiro, ma solo tre mesi più tardi i militari brasiliani cominciarono ad imbarcarsi alla volta dell'Europa.

## La campagna d'Italia

### Arrivo
I primi brasiliani giunsero a Napoli il 16 luglio 1944, sotto il comando del generale João Batista Mascarenhas de Morais. Le prime settimane furono usate per acclimatarsi, per far arrivare l'attrezzatura minima e per completare la formazione necessaria sotto la supervisione del comando statunitense, al quale la FEB era subordinata, visto che la preparazione in Brasile si era dimostrata insufficiente nonostante i due anni di attesa.
La sempre più consistente FEB venne prima trasferita a Tarquinia e poi a Vada, presso Livorno, dove ricevette la visita di Winston Churchill. I soldati brasiliani erano una delle venti divisioni alleate presenti al fronte in quel momento, una vera e propria Babele costituita da statunitensi (comprese le truppe segregate della 92ª divisione, formate da discendenti di africani e giapponesi e comandate da ufficiali bianchi), italiani antifascisti, esiliati europei (polacchi, cechi e greci), truppe coloniali britanniche (canadesi, neozelandesi, australiani, sudafricani, indiani, kenioti, ebrei e arabi) e francesi (marocchini, algerini e senegalesi), in una diversità etnica comparabile solo al fronte francese del 1918.
La FEB fu integrata in seno al IV Corpo d'Armata statunitense, sotto il comando del generale Willis D. Crittenberger, a sua volta assegnato alla 5ª armata americana comandata dal generale Mark Wayne Clark. Al loro arrivo in Italia la FEB venne rifornita con uniformi statunitensi, riconoscibili poiché provviste dell'iconico logo del serpente fumante.

### Primi scontri

#### Operazione Olive

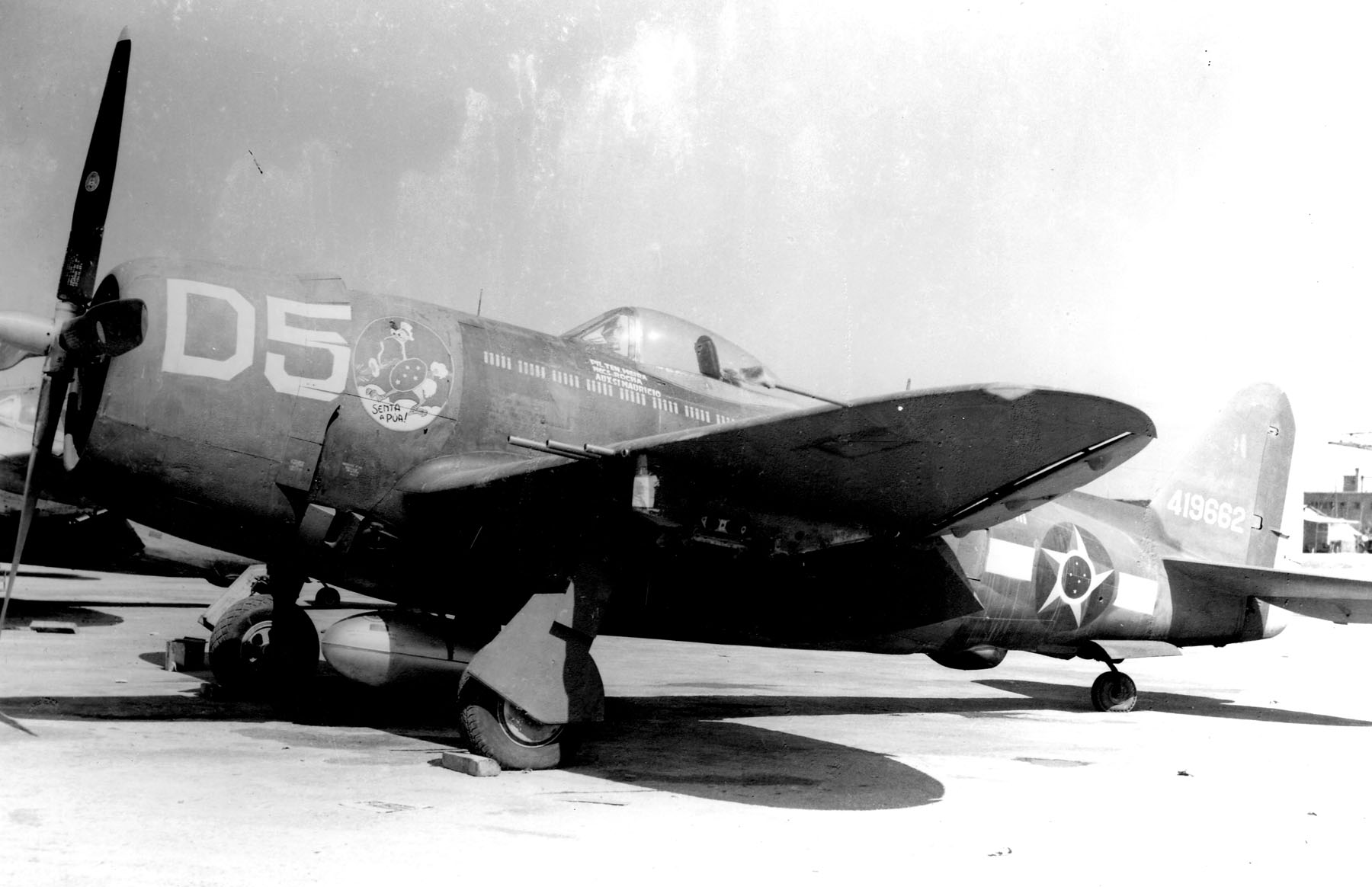
Un P-47 in forza all'aviazione brasiliana

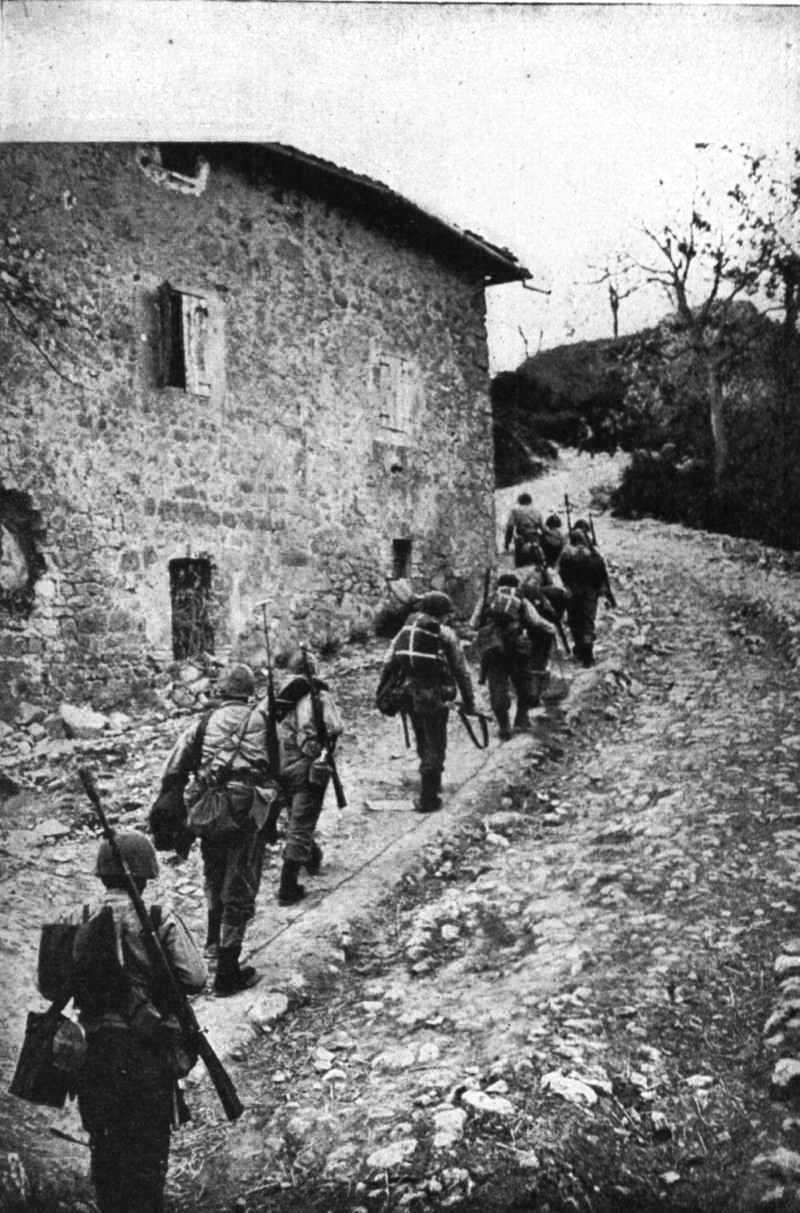
Soldati brasiliani attraversano Sassomolare

La FEB entrò in combattimento nel settembre del 1944 nella valle del fiume Serchio, a nord di Lucca, nel complesso dell'Operazione Olive. Le prime vittorie furono ottenute con le conquiste di Massarosa, Monte Prana e Camaiore, da dove cominciò una proficua collaborazione con la Resistenza italiana. In quei giorni si registrò il primo morto in combattimento, Antenor Chirlanda di San Paolo, ucciso dal fuoco amico.
I brasiliani si attestarono quindi tra Borgo a Mozzano e Castelnuovo di Garfagnana, controllando tutto il settore della valle del Serchio e conquistando poco dopo Barga. Nonostante i successi dei brasiliani, nel complesso l'Operazione Olive fu un limitato successo tattico alleato e il fronte tornò presto a stabilizzarsi.

#### Battaglia del Monte Castello
Visto il successo della campagna di settembre e inizio ottobre, alla fine di novembre la FEB, in pochi giorni, fu responsabile della presa della zona di Monte Castello e Monte Belvedere, che gli costò pesanti perdite.
Il comandante della FEB avvertì la 5ª armata statunitense che tale missione non poteva essere realizzata da una sola divisione, come era già stato dimostrato in tentativi falliti in altre missioni, e che per aver successo sarebbe stato necessario l'attacco congiunto di due divisioni contemporaneamente a monte Belvedere, monte della Torraccia, Monte Castello e Castelnuovo. Tali argomentazioni furono accettate solo dopo il fallimento di due sanguinosi e inutili attacchi brasiliani, uno a novembre e l'altro a dicembre.

#### Settore appenninico
Non riusciendo a catturare Monte Castello, i brasiliani furono obbligati a svernare dove si trovavano. Durante il rigido inverno tra il 1944 e il 1945 sugli Appennini la FEB trovò temperature proibitive, fino anche a venti gradi sotto lo zero. I brasiliani furono fiaccati dalla molta neve, dall'umidità e dai continui attacchi da parte del nemico, che attraverso piccole schermaglie cercava di minare la resistenza fisica e psicologica delle truppe, non abituate alle basse temperature e già provate da più di tre mesi di campagna ininterrotta senza pause di recupero.
I tedeschi volevano inoltre testare possibili punti deboli nel settore occupato dai brasiliani per una controffensiva invernale. Tuttavia, sotto questo aspetto, l'atteggiamento involontariamente aggressivo dei due tentativi di prendere Monte Castello alla fine del 1944 e il rispondere alle incursioni esplorative del nemico nel territorio occupato dalla FEB con incursioni esplorative della FEB in territorio nemico, fece sì che i tedeschi e i loro alleati scegliessero per la loro controffensiva un altro settore del fronte italiano, occupato dalla 92ª divisione statunitense.

### I successi

#### Presa di Monte Castello, Montese e Sassuolo

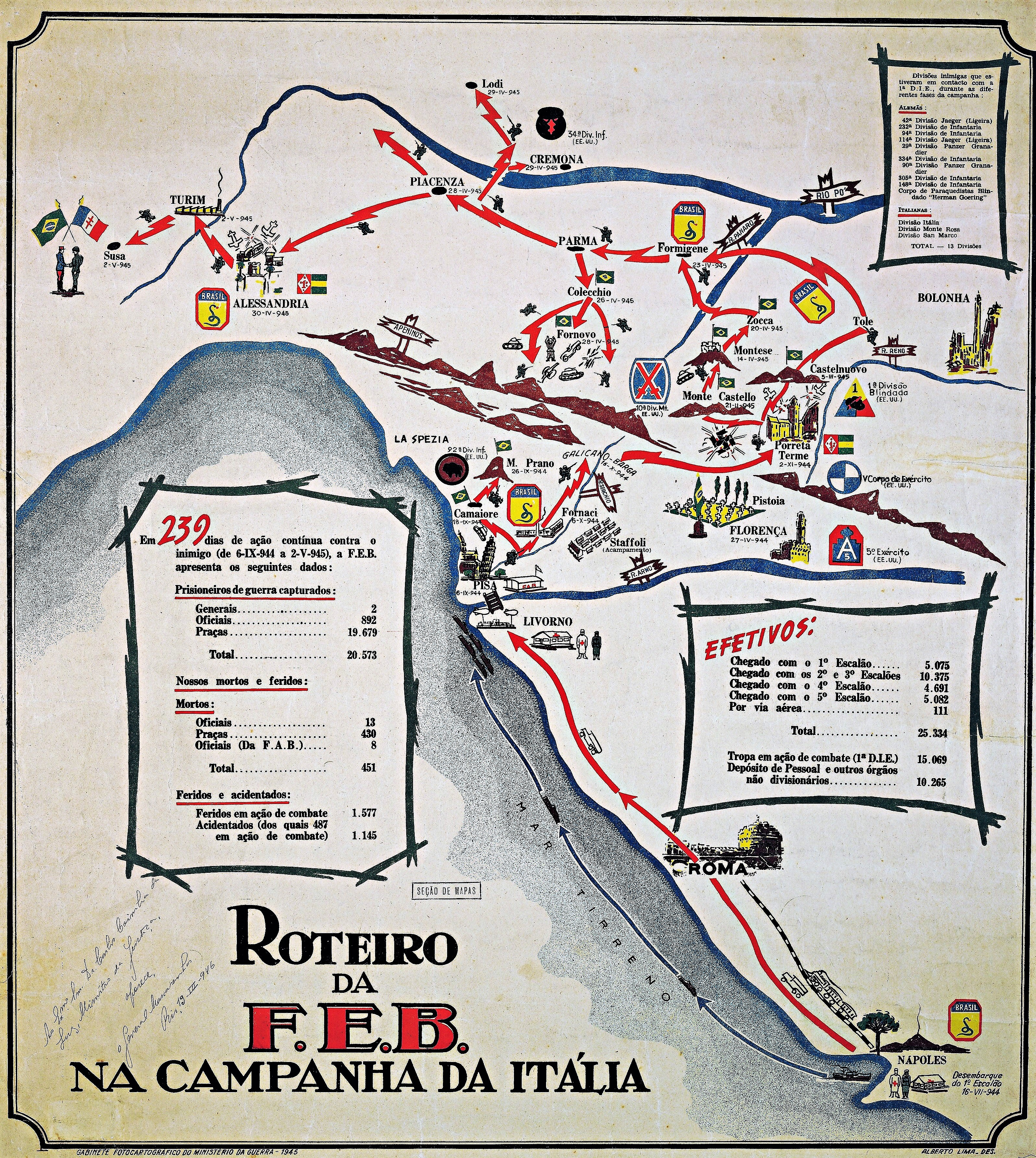
Mappa che mostra l'avanzata dei brasiliani in Italia; le azioni significative sono marcate da una bandiera brasiliana

Tra la fine di febbraio e il marzo del 1945, come aveva suggerito il comandante della FEB, iniziò l'operazione Riva Ridge per sfondare gli ultimi baluardi della Linea Gotica sull'Appennino modenese e bolognese. Assieme alla 10ª Divisione da Montagna statunitense, arrivata di recente, i brasiliani conquistarono molte posizioni, tra cui Monte Castello e Castelnuovo, mentre gli statunitensi presero Monte Belvedere e Monte della Torraccia. Da queste posizioni fu possibile avviare l'offensiva finale di primavera, nella quale, in aprile, la FEB prese il paese di Montese con la battaglia del 14 aprile.
La battaglia di Montese fu piuttosto cruenta, con frequenti scontri ravvicinati all'arma bianca tra brasiliani e tedeschi. Nonostante l'accanita resistenza, i brasiliani riuscirono a conquistare Montese e l'adiacente collina di Serretto, ma non riuscirono a conquistare le alture di Monte Rotondo, Montebuffone e Montello, ancora presidiate dai soldati austriaci del Battaglione Mittenwald e dai tedeschi della 114ª Divisione Jager. Le posizioni conquistate da parte delle truppe brasiliane, sommate a quelle ottenute dalla divisione di montagna statunitense in questo settore secondario, ma vitale, diedero la possibilità alle forze sotto il comando dell'VIII Armata britannica, più a est nel settore principale del fronte italiano, di vedersi finalmente libere dal fuoco di artiglieria nemica che partiva da quei punti e di spostarsi sopra Bologna, rompendo la Linea Gotica dopo otto mesi di combattimento. Il 23 aprile 1945, dopo aver conquistato Zocca, la FEB entrò vittoriosa a Sassuolo, liberando la città.

#### Sacca di Fornovo
Era la fase finale dell'offensiva di primavera nel fronte italiano. A Fornovo di Taro, con una manovra perfetta e una mossa audace del suo comandante, gli effettivi della FEB, in stato di inferiorità numerica, circondarono il nemico e con un rapido accordo riuscirono a far arrendere due divisioni nemiche, la 148ª Divisione di Fanteria tedesca, comandata dal generale Otto Fretter-Pico, e gli effettivi rimasti della Divisione Bersaglieri, comandata dal generale Mario Carloni.
Quando furono prese, queste divisioni si stavano ritirando dalla zona di La Spezia e Genova, raggiunta dalla 92ª divisione statunitense dopo che era stata liberata dai partigiani italiani, per unirsi alle forze italo-tedesche della Liguria al fine di contrattaccare la 5ª armata americana, la quale avanzava rapidamente ma in maniera scoordinata, con ampi squarci soprattutto nella falange sinistra e nella retroguardia. Molti ponti sul fiume Po furono lasciati intatti dai nazifascisti con questo intento. Il comando dell'Armata C tedesca, che era già in accordo di pace da un paio di giorni con il comando alleato in Italia, sperava in una vittoria tattica per poter ottenere migliori condizioni per la resa. Gli eventi finali nella battaglia della Sacca di Fornovo impedirono tuttavia l'esecuzione di questi piani, sia a causa delle numerose perdite sia per il ritardo causato e, insieme con le notizie della morte di Hitler e della presa finale di Berlino da parte delle forze dell'Armata Rossa, non lasciarono al comando tedesco altra opzione se non quella di accettare la rapida consegna delle loro truppe in Italia.
Alla fine della sua marcia, la FEB arrivò anche a Milano e a Torino e il 2 maggio 1945 a Susa, per poi unirsi alle truppe francesi sul confine franco-italiano e fermare la propria avanzata.

### Rientro in Brasile e smobilitazione
Non appena ricevuta notizia della fine della guerra in Europa, il 6 giugno 1945 il Ministero della Guerra del Brasile ordinò che le unità della FEB ancora in Italia si subordinassero al comandante della prima regione militare (1ª RM), situata nella città di Rio de Janeiro: ciò significava lo scioglimento del contingente. Questo frettoloso ritiro fu probabilmente motivato dal timore del presidente Vargas che il generale Mascarenhas, di ritorno con migliaia di veterani addestrati e pronti al combattimento, potesse tentare un colpo di stato per spodestarlo.
I brasiliani lasciarono l'Italia imbarcandosi da Napoli tra il luglio e il settembre 1945. Una volta arrivati in Brasile e congedati, il governo dispose il ritiro e la distruzione di tutte le divise dei militari della FEB per cercare di cancellarla al più presto.
Il giudizio complessivo sull'operato dei soldati brasiliani in Italia può essere tutto sommato giudicato positivo, nonostante la crisi paralizzante che colpì la FEB dopo la debacle di Monte Castello. Malgrado ciò, il Brasile venne estromesso dalle trattative per i risarcimenti di guerra e finì per pagare integralmente il prestito emesso dagli Stati Uniti d'America, accordato al presidente Vargas nel 1942. 

## La Forza Aerea Brasiliana

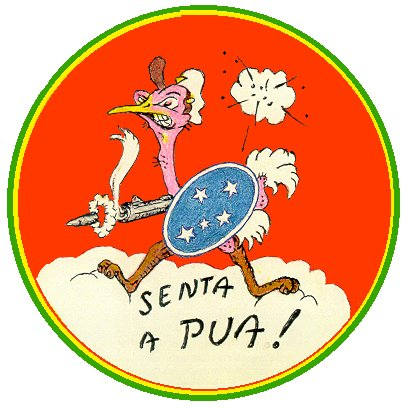
Simbolo dei piloti della FAB.

Un contribuito determinante alla guerra venne dato anche dalla Forza Aerea Brasiliana (FAB), che scelse come proprio simbolo uno struzzo armato. Addestrati da istruttori americani, i 350 piloti brasiliani della FAB si dimostrarono tra i più efficienti della campagna d'Italia, distruggendo da soli al nemico il 15% dei veicoli, il 28% dei ponti, il 35% dei depositi di combustibile e l'85% dei depositi di munizioni.
Durante i 192 giorni di operatività la FAB compì quasi 3000 incursioni, tra le quindici e le sedici giornaliere. Al contrario del resto del corpo, una parte della Forza Aerea Brasiliana rimase attiva anche dopo la guerra perché finanziata dagli Stati Uniti.

### Partecipazione della Forza Aerea Brasiliana

#### Sommario statistico
| Totale missioni attuate                        | 445       |
| Totale uscite offensive                        | 2.546     |
| Totale uscite difensive                        | 4         |
| Totale ore di volo in operazioni di guerra     | 5.465     |
| Totale ore di volo effettuate                  | 6.144     |
| Totale bombe sganciate                         | 4.442     |
| Bombe incendiarie (FTI)                        | 166       |
| Bombe a frammentazione (260 lb)                | 16        |
| Bombe a frammentazione (90 lb)                 | 72        |
| Bombe da demolizione (1000 lb)                 | 8         |
| Bombe da demolizione (500 lb)                  | 4.180     |
| Totale approssimativo di tonnellaggio di bombe | 1.010     |
| Totale munizioni calibro 50                    | 1.180.200 |
| Totale razzi lanciati                          | 850       |
| Totale litri di benzina consumata              | 4.058.651 |

|                                       | Distrutti | Danneggiati |
| ------------------------------------- | --------- | ----------- |
| Aerei                                 | 2         | 9           |
| Locomotive                            | 13        | 92          |
| Trasporti motorizzati                 | 1.304     | 686         |
| Vagoni e carri armati                 | 250       | 835         |
| Autoblindate                          | 8         | 13          |
| Vetture a trazione animale            | 79        | 19          |
| Ponti di linee ferroviarie e stradali | 25        | 51          |
| Ponti in linee ferroviarie e stradali | 412       | –           |
| Piattaforme di smistamento            | 3         | –           |
| Edifici occupati dal nemico           | 144       | 94          |
| Campeggi                              | 1         | 4           |
| Posti di comando                      | 2         | 2           |
| Posizioni d'artiglieria               | 85        | 15          |
| Alloggi                               | 3         | 8           |
| Fabbriche                             | 6         | 5           |
| Installazioni diverse                 | 125       | 54          |
| Centrali elettriche                   | 5         | 4           |
| Magazzini di carburante e munizioni   | 31        | 15          |
| Magazzini di materiale                | 11        | 1           |
| Raffinerie                            | 3         | 2           |
| Stazioni radar                        | –         | 2           |
| Barche                                | 19        | 52          |
| Navi                                  | –         | 1           |

## Le perdite
Durante la campagna d'Italia il Brasile perse in combattimento 457 uomini, 444 soldati semplici e 13 ufficiali, oltre a 8 ufficiali-piloti della Forza Aerea Brasiliana (FAB). Vi furono inoltre circa duemila feriti dovuti a lesioni da combattimenti e più di dodicimila dispensati per ferite, mutilazioni o altre cause. Nel territorio di Montese furono 89 i morti brasiliani tra marzo e aprile 1945. Considerando sostituzioni e turni, dei venticinquemila uomini inviati più di ventiduemila hanno partecipato alle azioni.. Quindi, compresi morti e invalidi, la FEB ha avuto una media di 1,7 uomini per ogni posto di combattimento, un grado apprezzabile se paragonato ad altre divisioni in condizioni analoghe. Alla fine della campagna la FEB aveva catturato più di ventimila soldati nemici, 14 779 solo a Fornovo di Taro, ottanta cannoni, millecinquecento autovetture e quattromila cavalli.

## Cimitero militare e monumenti

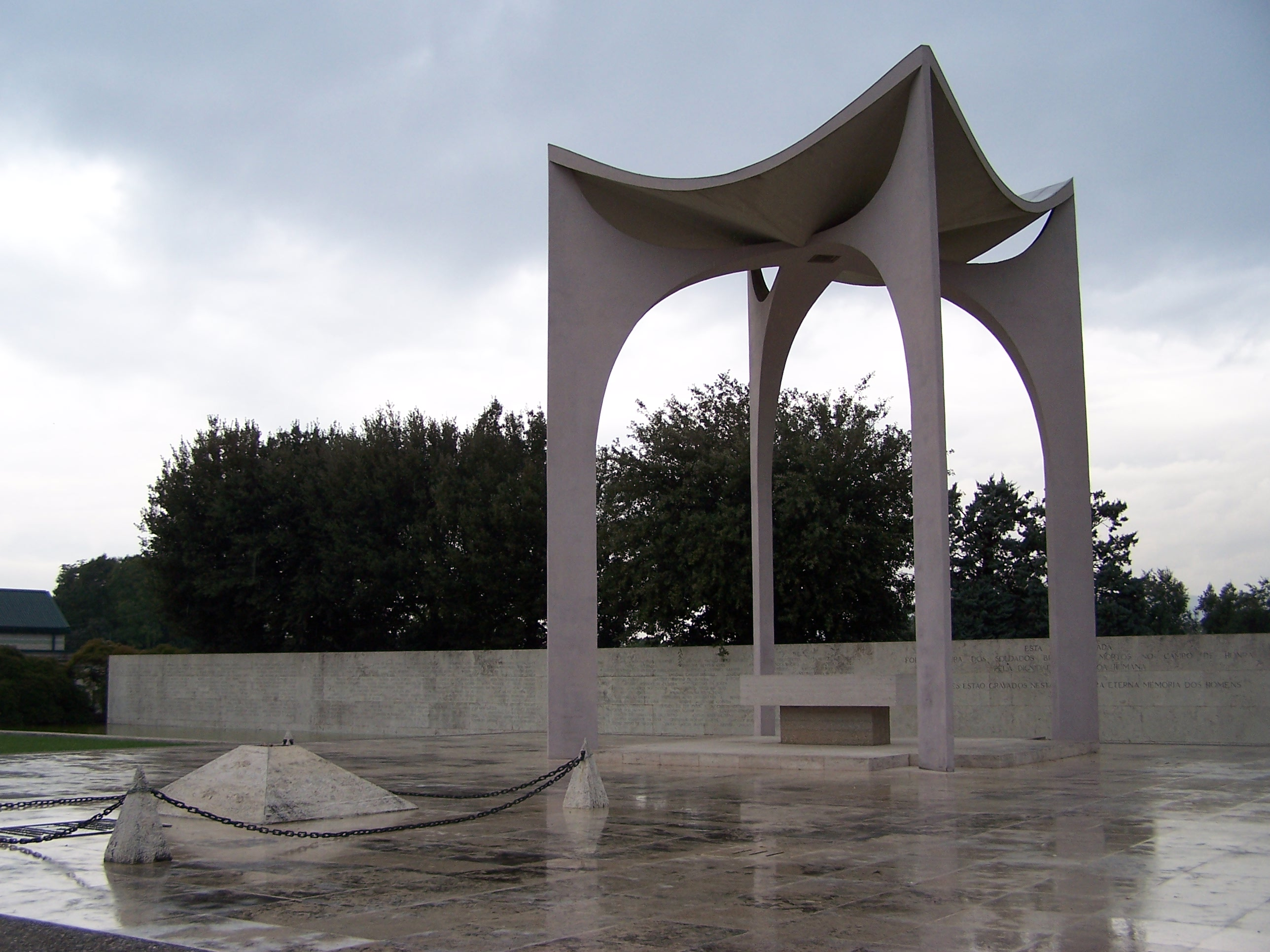
Sacrario dell'esercito brasiliano a Pistoia

I brasiliani caduti nella campagna d'Italia furono sepolti a Pistoia, in località San Rocco. Nel 1960 vennero trasferiti in Brasile nel monumento eretto all'Aterro do Flamengo, zona sud di Rio de Janeiro, in onore e ricordo del loro sacrificio.
Cinque anni dopo a Pistoia, nello stesso luogo ove si trovava il cimitero, si iniziò la costruzione (durata fino al 1967) del Monumento votivo militare brasiliano. Durante i lavori venne ritrovato un ultimo corpo che non fu possibile identificare; si decise così di lasciarlo nel sacrario stesso come milite ignoto.
All'intervento militare brasiliano a fianco degli Alleati sono dedicati altri monumenti in Italia: a Gaggio Montano, Montese, Vergato e a Porretta Terme in provincia di Bologna, Santa Croce sull'Arno e Staffoli in provincia di Pisa e a Collecchio, località Pontescodogna, in provincia di Parma, nel luogo in cui si arresero i fanti tedeschi e i bersaglieri italiani sconfitti nella Sacca di Fornovo. A Montese in provincia di Modena, oltre a un monumento, è dedicata alla FEB una sezione specifica del locale museo storico. Anche nel Museo di Iola di Montese è presente una sezione dedicata alla FEB. Nel 2014 è stato inaugurato a Sassuolo un cippo dedicato alla FEB nella rotatoria tra la Circonvallazione e viale della Pace.

## Soprannome
A causa della riluttanza del regime brasiliano a farsi coinvolgere più profondamente nello sforzo bellico alleato, all'inizio del 1943 un popolare detto brasiliano era É mais fácil a cobra fumar do que o Brasil entrar na guerra ("È più probabile che un serpente fumi piuttosto che il Brasile entri in guerra"). Prima che la FEB entrasse in combattimento, l'espressione "a cobra vai fumar" ("il serpente fumerà") era spesso usata in Brasile in un contesto simile al modo di dire italiano "l'asino che vola" o all'inglese "quando i maiali volano"; i soldati della divisione successivamente si chiamarono Cobras Fumantes ("serpenti fumanti") e indossavano una toppa sulla spalla raffigurante un serpente verde che fumava la pipa. Era anche comune per i soldati brasiliani scrivere sui loro mortai "A Cobra Está Fumando..." ("Il serpente sta fumando..."). Dopo la guerra il significato è stato invertito, arrivando a significare che qualcosa accadrà definitivamente e in modo furioso e aggressivo. Con questo secondo significato, l'uso dell'espressione A Cobra Vai Fumar! ("Il serpente fumerà!") è stato mantenuto nel portoghese brasiliano fino ad oggi.

## Nella cultura di massa
Il gruppo power metal svedese dei Sabaton ha dedicato alla FEB (e specificamente all'eroico sacrificio di tre dei suoi soldati, Arlindo Lúcio da Silva, Geraldo Baeta da Cruz e Geraldo Rodrigues de Souza, morti durante la battaglia di Montese) la canzone Smoking Snakes, contenuta nell'album Heroes.
Nel 2002 venne prodotto il documentario A Cobra Fumou, diretto da Vinícius Reis, il primo documentario dedicato alla FEB e contenente interviste ai veterani di questa unità.